# باشگاه فوتبال مورکم
باشگاه فوتبال مورکم (به انگلیسی: Morecambe Football Club) یک باشگاه فوتبال در شهر مورکم، کشور انگلستان است که در سال ۱۹۲۰ میلادی تأسیس شده‌است.